# Fred Williams (skådespelare)
Fred Williams, född Friedrich Wilhelm Löcherer 9 februari 1938 i München, är en tysk skådespelare. Han har bland annat medverkat i några av Jess Francos och Federico Fellinis produktioner.

## Filmografi (urval)
- 1970 -  Count Dracula
- 1971 -  Der Teufel kam aus Akasava (The Devil Came From Akasava)
- 1971 - She Killed in Ecstasy
- 1972 - Dr. M schlägt zu
- 1972 - Der Todesrächer von Soho

## Fotnoter
1. ↑  filmportal.de, Filmportal-ID: 8139e92204b947afa868d6e7f7dfd299, läst: 9 oktober 2017.[källa från Wikidata]